# Акомодація (мова)
Акомода́ція (лат. accomodatio — пристосування) в мові — пристосування суміжних приголосних і голосних звуків один до одного, внаслідок чого властивості приголосного поширюються на голосний. Розрізняють два види акомодації звуків: прогресивна та регресивна.
Акомодація виникає тоді, коли кінцевий момент вимови попереднього звука збігається з початковим моментом вимови наступного, наприклад у слові «рядити» звук «а» (я) пристосувався до попереднього м'якого звука «р'», а в слові «радіти» звук «и» (і) — до м'якого звука «д'». Явище акомодації досліджували мовознавці І. О. Бодуен-де-Куртене, В. О. Богородицький, а в галузі історії фонетики східнослов'янських мов — Леонід Булаховський.